# Балтийский военно-морской институт

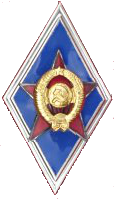
Нагрудный знак для лиц, окончивших высшие военно-учебные заведения Вооруженных Сил СССР — высших военных училищ и военных институтов.

Балтийское высшее военно-морское училище имени Ф. Ф. Ушакова (до 1998 года — Калининградское высшее военно-морское училище) — государственный вуз Российской Федерации, подчинён Министерству обороны Российской Федерации,  расположен в Калининграде.
Восстановлен в 2023 году.

## История

### Предыстория
После завершения Второй мировой войны немецкий город Кенигсберг вместе с северной частью Восточной Пруссии был включен в состав Советского Союза. В 1947 году, после депортации калининградских немцев и массового заселения людей из центральных областей СССР, было принято решение об открытии в Калининграде ряда учебных заведений.
В августе этого же года в Калининград было переведено Бакинское военно-морское подготовительное училище (БВМПУ), начальник контр-адмирал Филиппов А. М. — прообраз будущего Ленинградского Нахимовского военно-морского училища. В июле 1948 года училище переименовано в Калининградское военно-морское.
В августе 1948 года правительственным постановлением на базе КВМУ было сформировано 2-е Балтийское высшее военно-морское училище, начальник контр-адмирал Филиппов А. М. С 1 октября 1948 в училище осуществлялась подготовка вахтенных офицеров для надводных кораблей со сроком обучения 4 года. 17 марта 1949 года 2-му Балтийскому ВВМУ вручено Боевое Знамя и грамота Президиума Верховного Совета СССР. Первый выпуск офицеров 2-го БВВМУ состоялся 2 октября 1952 года.
В период с 1954 года по 1967 училище неоднократно переименовывалось и реорганизовывалось: в Балтийское высшее военно-морское училище (1954), в Балтийское высшее военно-морское училище подводного плавания (инженерно-гидрографический и штурманский факультеты), Курсы офицерского состава запаса ВМФ (1960), 58-е флотские офицерские курсы по программам подготовки командиров штурманских боевых частей и начальников РТС ракетных катеров и малых ракетных кораблей (1965). В 1967 году переформировано в филиал Высшего военно-морского училища имени М. В. Фрунзе в составе штурманского и артиллерийского факультетов. С этого периода в городе за курсантами Калининградского ВВМУ закрепилось прозвище «фрунзаки».

### Калининградское ВВМУ
Калининградское высшее военно-морское училище было сформировано 7 апреля 1969 года в составе штурманского и артиллерийского факультетов. Первым начальником училища стал участник обороны Севастополя, Герой Советского Союза вице-адмирал Владимир Степанович Пилипенко, который возглавлял его до 1981 года. В период командования Владимира Степановича в училище были сформированы факультеты радиосвязи, радиоразведки, ракетно-артиллерийский. Значительно улучшена учебно-материальная база. Первый выпуск офицеров Калининградского ВВМУ (общий 10-й) состоялся 5 июля 1971 года. Адмирал Пилипенко, как и его преемник вице-адмирал Буйнов, уделял много внимания быту курсантов. По его приказу в училище появились Курсантская аллея и сквер с прудом, современная столовая с памятной всем выпускникам надписью «В морях твои дороги».
Легендой училища был огромный «адмиральский» карп, который жил в пруду и откликался на звук колокольчика.
В августе 1979 года был расформирован штурманский факультет, а курсантов, обучавшихся на нём перевели в ВВМУПП имени Ленинского комсомола. А в 1980 году в училище образовано отделение заочного обучения на 50 слушателей и офицерские курсы на 30 слушателей.
В марте 1981 г. в соответствии с приказом министра обороны СССР начальником КВВМУ был назначен контр-адмирал (впоследствии вице-адмирал) Виктор Михайлович Буйнов. До назначения на должность начальника училища он прошел службу на всех флотах СССР, командовал кораблями, соединениями и объединениям. Последняя должность — старший военный советник на Кубе, где контр-адмирал Буйнов участвовал в создании военно-морского флота страны. Буйнов уделял большое внимание научной работе педагогических кадров, при нём сложилась система наставничества, продолжалось развитие и совершенствование инфраструктуры училища, был построен артиллерийский учебный корпус с новейшими артиллерийскими системами, Последним «советским» начальником училища (июнь 1989 — январь 1994) стал контр-адмирал Геннадий Михайлович Смирнов — опытный моряк-подводник (в училище прибыл с должности 1-го заместителя командующего флотилией подводных лодок Тихоокеанского флота). Геннадий Михайлович недолго руководил училищем — в 1993 году он отказался выполнять требование тогдашнего 1-го заместителя Главнокомандующего ВМФ Игоря Касатонова произвести выпуск офицеров под российским военно-морским флагом, объясняя это тем, что часть выпускников — граждане других независимых государств СНГ. Выпуск состоялся под флагом ВМФ СССР. Адмирал Касатонов не смог простить начальнику училища такую «выходку»…

### Балтийский военно-морской институт
В 1993 году в связи с переходом Черноморского высшего военно-морского училища имени П. С. Нахимова под юрисдикцию Украины группа курсантов отказалась продолжать обучение на территории Украины и была переведена в Калининград, где был создан факультет ракетного вооружения надводных кораблей под командованием капитана 1 ранга И. И. Дубова, образована кафедра ракетного вооружения крылатых ракет под командованием капитана 1 ранга А. В. Кипера в составе которой была сформирована учебная лаборатория ракетного вооружения под командованием капитана 3 ранга А. Н. Лапина.
6 ноября 1997 года начался процесс преобразования Калининградского высшего военно-морского училища в Балтийский военно-морской институт, а 31 октября 1998 года согласно постановлению Правительства РФ № 1009 от 29.08.1998 состоялся торжественный ритуал переименования Калининградского ВВМУ в Балтийский военно-морской институт. В 2002 году ему присвоено почётное наименование «имени Ф. Ф. Ушакова».
В 1999 году впервые в военно-морском флоте России при институте была сформирована школа техников, которая готовит специалистов по программам среднего профессионального образования с присвоением квалификации техника и воинского звания мичман. Ведётся она по тем же специальностям, что и на основных факультетах. Положительный опыт подготовки лейтенантов и мичманов на одной базе сегодня принят во всех военно-морских институтах РФ.
В том же году создан и начал работать факультет довузовской подготовки. В состав факультета вошли: подготовительные курсы, специальные военно-морские классы на базе средних школ и консультационно-репетиторские курсы.
В 2002 году для создания системы подготовки научно-педагогических кадров в институте открыта адъюнктура по пяти специальностям, а в 2003 году при институте открыт диссертационный совет по защите закрытых диссертаций на получение научной степени кандидата наук. В 2006 году диссертационный совет переформирован в докторский по трём специальностям.
Начальники Балтийского ВМИ:
- Контр-адмирал Ясницкий, Геннадий Павлович (1994—1997);
- Контр-адмирал Римашевский, Адам Адамович (1997—2003);
- Контр-адмирал Комков, Дмитрий Владимирович (2003—2009);
- Контр-адмирал Цуркан, Александр Евгеньевич (с октября 2009);
- Контр-адмирал Родионов, Вячеслав Николаевич (с августа 2014)[3]
- Контр-адмирал Сытник, Вячеслав Борисович (с сентября 2017).

## ВУНЦ ВМФ «ВМА» имени Адмирала Флота Советского Союза Н. Г. Кузнецова филиал в г. Калининграде
Сейчас институт является одним из филиалов Военного учебно-научного центра ВМФ «Военно-морская академия имени Адмирала Флота Советского Союза Н. Г. Кузнецова».
Научная школа вуза включает четыре направления, получившие признание как внутри заведения, так и за его пределами:
- По вопросам прикладной электродинамики (руководитель — заслуженный деятель науки РФ, академик, доктор технических наук, профессор Иван Фёдорович Писаревский),
- По проблемам тактики ВМФ и международного морского права (заслуженный работник высшей школы РФ, доктор военных наук, профессор Виталий Васильевич Смышников),
- По военной истории (заслуженный работник высшей школы РФ, доктор военных наук, профессор Борис Михайлович Амусин).
- По боевой подготовке (доктор военных наук, профессор Сопин Юрий Григорьевич).

Решением общего академического собрания от 12 мая 2000 года на базе БВМИ образовано Калининградское региональное отделение Академии военно-исторических наук.
БВМИ готовит офицеров и мичманов для ВМФ и силовых структур России на трёх факультетах по трём специальностям высшего профессионального военного образования (квалификация «морской инженер», «инженер»):
- Корабельные автоматизированные комплексы и информационно-управляющие системы,
- Средства связи с подвижными объектами,
- Радиотехника.

Кроме того, на одном факультете по трём специальностям (8-ми специализациям) готовят специалистов со средним профессиональным образованием (квалификация «техник»):
- Электронные приборы и устройства,
- Радиосвязь, радиовещание и телевидение,
- Автоматические системы управления.

Срок обучения на всех факультетах института — 5 лет, на факультете школы техников — 2 года и 10 месяцев. В то же время в связи с сокращением потребности ВМФ РФ в офицерских кадрах, связанным с переходом ВС России на «новый облик» количество курсантов института сократилось в несколько раз. В 2010—2011 годах набор курсантов на первый курс высшего профессионального образования вообще не осуществлялся (набирали только по 10 человек в школу техников).
В 2012 году возобновился набор после двух годового «пробела». Было набрано более 60 человек.

## Известные выпускники
- Васюта Олег Иванович, Герой Российской Федерации (капитан 1-го ранга)
- Катышев Андрей Павлович, Герой Советского Союза (контр-адмирал)
- Ярошук Александр Георгиевич, Сенатор Российской Федерации (старший лейтенант)[4]